# Clement Quartey
Clement Isaac Quartey (14. dubna 1938 Akkra – 2. listopadu 2024) byl ghanský boxer, stříbrný olympijský medailista.
Na Letních olympijských hrách 1960 byl členem ghanské výpravy, která poprvé soutěžila jako samostatný stát. Ve váhové kategorii do 63,5 kg postupně vyřadil Mohameda Bubekera z Maroka, Chálida al-Karchího z Iráku a Kim Duk-ponga z Jižní Korey. V semifinále postoupil bez boje, když se polský reprezentant Marian Kasprzyk v předchozím utkání zranil. Ve finále prohrál 0:5 na body s Bohumilem Němečkem z Československa. Získal tak první olympijskou medaili v boxu pro zástupce černé Afriky. Je historicky nejúspěšnějším ghanským olympionikem.
V roce 1962 vyhrál Hry Commonwealthu, když ve finále porazil Dicka McTaggarta ze Skotska.
Pocházel ze sedmadvaceti dětí. Byl známý pod přezdívkou Ike (z prostředního jména Isaac), kterou po něm zdědil i jeho o třicet let mladší bratr Isufu Quartey, mistr světa ve velterové váze organizace World Boxing Association.